# SK Djerv 1919
El SK Djerv 1919 es un equipo de fútbol de Noruega que juega en la 3. divisjon, la cuarta categoría de fútbol en el país.

## Historia
Fue fundado el 26 de marzo de 1919 en la ciudad de Haugesund y como equipo han estado principalmente en la Fair Play ligaen, aunque en 1987 logra el ascenso de la Adeccoligaen para jugar en la Tippeligaen por primera vez en su historia.
La temporada de 1988 fue la primera en la historia del club en la Tippeligaen, aunque también fue de despedida al terminar en último lugar entre 12 equipos, y en el año 1993 se fusiona con el FK Haugar para crear al FK Haugesund.

## Palmarés
- Fair Play ligaen: 1

1985